# Gina Rinehart
Georgina Hope Hancock é a atual presidente do grupo Hancock Prospecting e, de acordo com revista Business Review Weekly (BRW), tinha no segundo semestre de 2012 uma fortuna avaliada em US$ 30 bilhões.